# Miriamrothschildia labyrinthica
Miriamrothschildia labyrinthica är en kackerlacksart som först beskrevs av Bolivar 1924.  Miriamrothschildia labyrinthica ingår i släktet Miriamrothschildia och familjen småkackerlackor.
Artens utbredningsområde är Seychellerna. Inga underarter finns listade i Catalogue of Life.